# Pla de Santa María
Pla de Santa María (oficialmente en catalán El Pla de Santa Maria) es un municipio de la comarca del Alto Campo en la provincia de Tarragona, comunidad autónoma de Cataluña, España.

## Toponimia
El municipio se conocía hasta 1954 como Pla de Cabra.

## Geografía

Localización de Pla de Santa María en el Alto Campo

Pla de Santa María se encuentra en el pie de las montañas de la sierra de Miramar y del Cogulló.
Es un término municipal, predominantemente plano. Como indica su topónimo, la villa se ubicó en un espacio llano (pla en catalán), en el cruce de los caminos que conducen a los pueblos vecinos.

## Símbolos

### Escudo
Escudo losanjado: de azur, una muralla entre dos torres abiertas de argén surmontadas de dos cruces latinas de oro. Por timbre, una corona mural de vila.
Fue aprobado el 5 de septiembre de 1995.
La muralla torreada con las dos cruces es un señal tradicional de las armas de la localidad, con la muralla que probablemente alude a la villa y las cruces relativas a sus dos iglesias, San Ramón (siglo XIII) y Santa María (siglo XVIII).

### Bandera
Bandera apaisada de proporciones dos de alto por tres de largo, azul oscuro, con la muralla con las torres abiertas blancas y las cruces amarillas del escudo, todo el conjunto dispuesto en faja, como el mismo escudo con la base de la muralla a 3/12 del borde inferior del paño, y las cabezas de las cruces a 1/12 del borde superior.
Fue aprobada el 7 de mayo de 1999.

## Geografía humana

### Demografía
Cuenta con una población de 2389 habitantes (INE 2024).
| Gráfica de evolución demográfica de El Pla de Santa Maria entre 1842 y 2021 |
| |
| Población de derecho según los censos de población del INE Población de hecho según los censos de población del INEEn estos censos se denominaba Plá de Cabra: 1842, 1857, 1860, 1877, 1887, 1897, 1900, 1910, 1920, 1930, 1940, 1950 y 1960 En estos censos se denominaba Pla de Santa María: 1970 y 1981 |

## Administración y política
| Periodo   | Nombre                  | Partido         |
| --------- | ----------------------- | --------------- |
| 2003-2007 | Mateu Montserrat Miquel | UIPLASMARIA (*) |
| 2007-2011 | Mateu Montserrat Miquel | CiU             |

(*) UIPLASMARIA - Unió d'Independents del Pla de Santa Maria

## Patrimonio
- Iglesia de San Ramón.- Declarada bien de interés cultural desde el 13 de abril de 1951.
- Recinto amurallado.- Declarado bien de interés cultural desde el 8 de noviembre de 1988.